# Piramide van Nioeserre
De Piramide van Nioeserre is de piramide die farao Nioeserre liet bouwen in Aboesir.

## Geschiedenis van de piramide
De piramide van Nioeserre is de laatste piramide die in Aboesir werd gebouwd en door het gebrek aan ruimte heeft hij zijn piramide vlak bij de dodentempel van de Piramide van Neferirkare gebouwd. De piramide werd reeds opgetekend door Lepsius, maar het was Ludwig Borchardt die ze in de 19e eeuw voor het eerst betrad.

## Architectuur van de piramide
De piramide van Nioeserre bestaat uit een aantal onderdelen.

### Daltempel
Nioeserre had de daltempel van zijn voorganger Neferirkare herbruikt. De tempel was ongeveer hetzelfde opgebouwd als deze van Sahoere. In de tempel bevonden zich enkele beelden van de farao en gevangengenomen vijanden. De daltempel is net zoals vele andere daltempels zeer slecht bewaard.

### Processieweg
De processieweg is ongeveer 365 meter en ze heeft twee verschillende assen. Eerst loopt ze naar het zuidoosten en daarna naar het oosten. Dit komt doordat Nioeserre ook een deel van de processieweg van de piramide van Neferirkare heeft herbruikt. De processieweg is ook zeer slecht bewaard, want veel van het materiaal werd in de 20e dynastie hergebruikt.

### Dodentempel
De dodentempel van de piramide heeft ook een gelijkaardige opbouw als deze van de piramide van Sahoere. De tempel is vrij groot en geeft een vloer met grote basaltplaten. De dodentempel bevond zich niet helemaal in het oosten maar meer ten zuidoosten van de piramide. De dodentempel heeft de ongebruikelijke L-vorm en dit omdat het centrale binnenhof en de vestibule niet op dezelfde lijn lagen als het binnenste heiligdom.

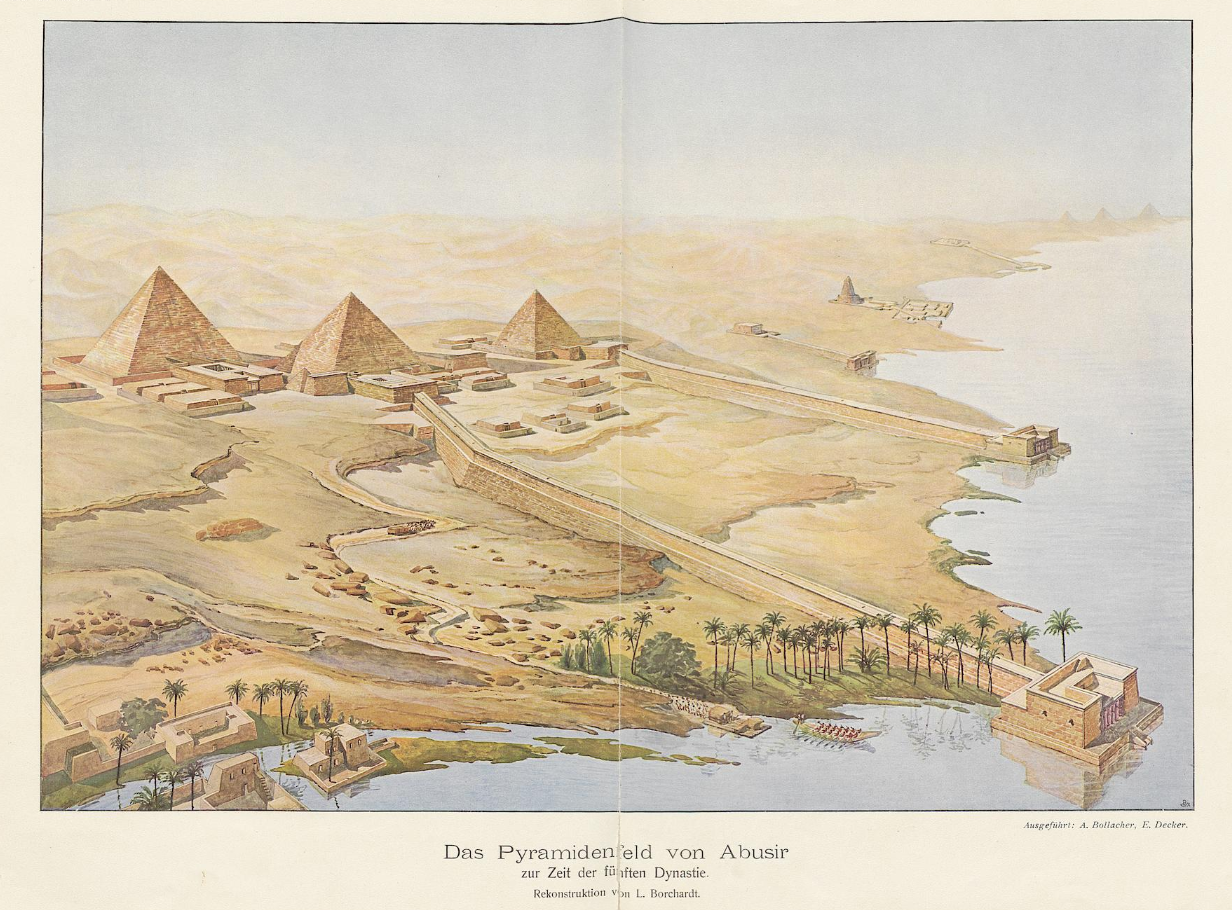
Artistieke impressie van de piramides van Aboesir (1907), Ludwig Borchardt
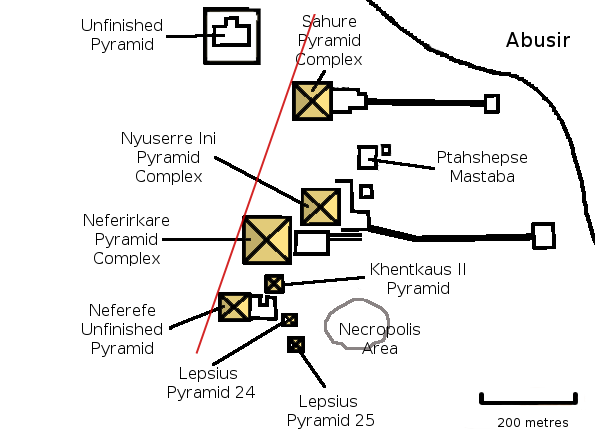
Schetsmatige plattegrond van Aboesir
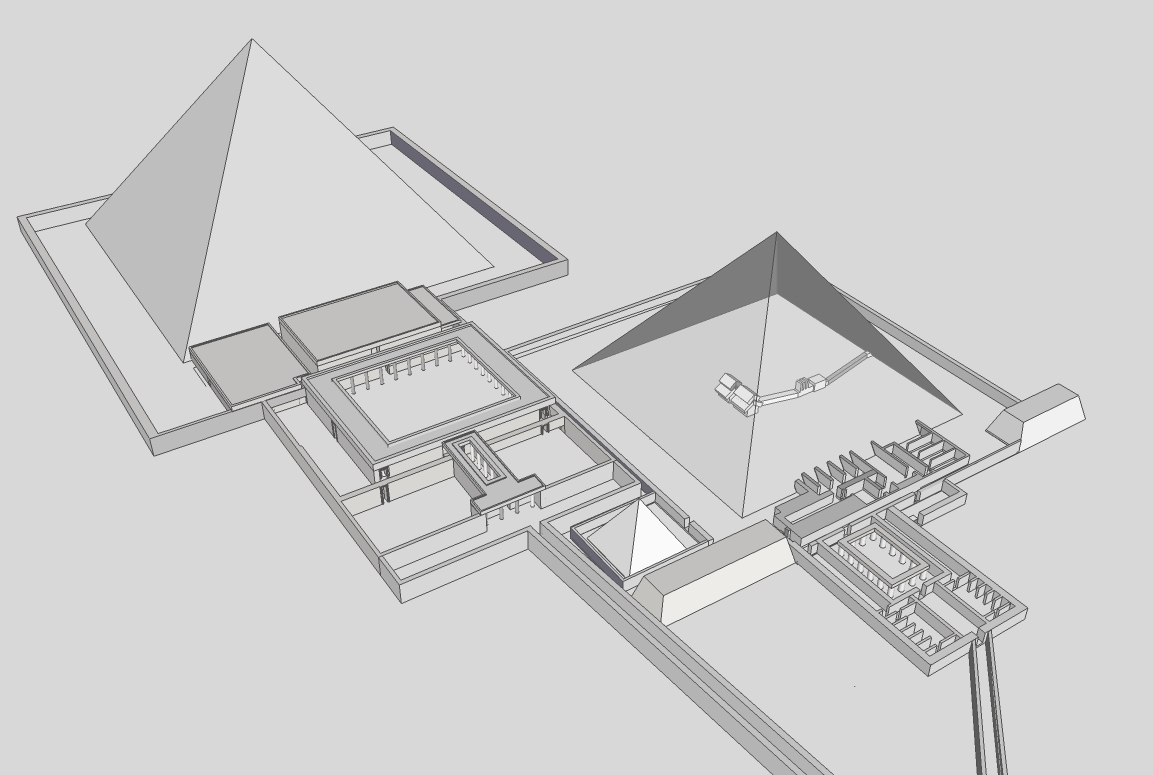
De piramide van Neferirkare (links) en de piramide van Nioeserre

### Piramide
De piramide van Nioeserre die oorspronkelijk De plaatsen van Nioeserre blijven bestaan heette is zeer slecht bewaard en lijkt niet meer dan een puinhoop. Oorspronkelijk had de piramide een hoogte van 51,5 meter en waren de zijden 81 meter, maar net zoals de piramides van na de vierde dynastie was ze niet zo duurzaam gebouwd. De ingang van de piramide bevond zich in het noorden en een via een gang betreedt men de tweedelige grafkamer. Deze bestond uit een antichambre en de eigenlijke grafkamer. Er zijn verschillende reliëfs met vechtscènes bewaard.

### Bij-piramide
Ten zuiden van de piramide bevond zich nog een bij-piramide die niet voor de koninginnen bestemd was, maar voor de cultus van de farao.

## Galerij

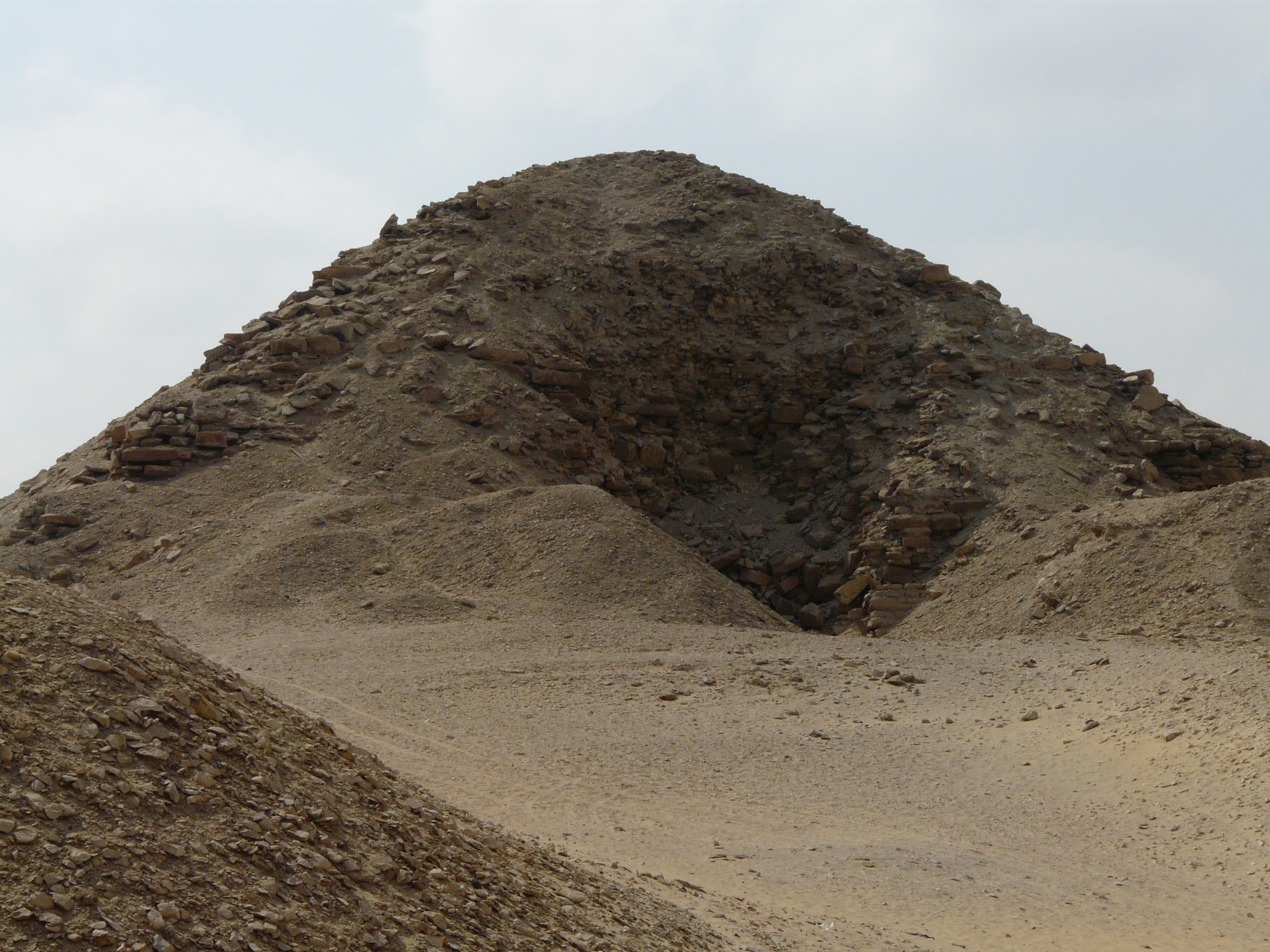
Noordzijde van piramide
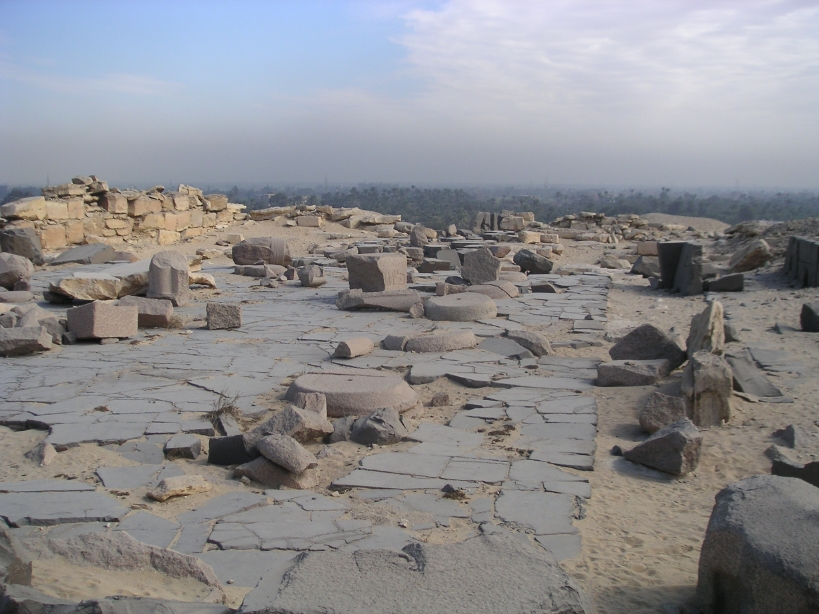
Dodentempel
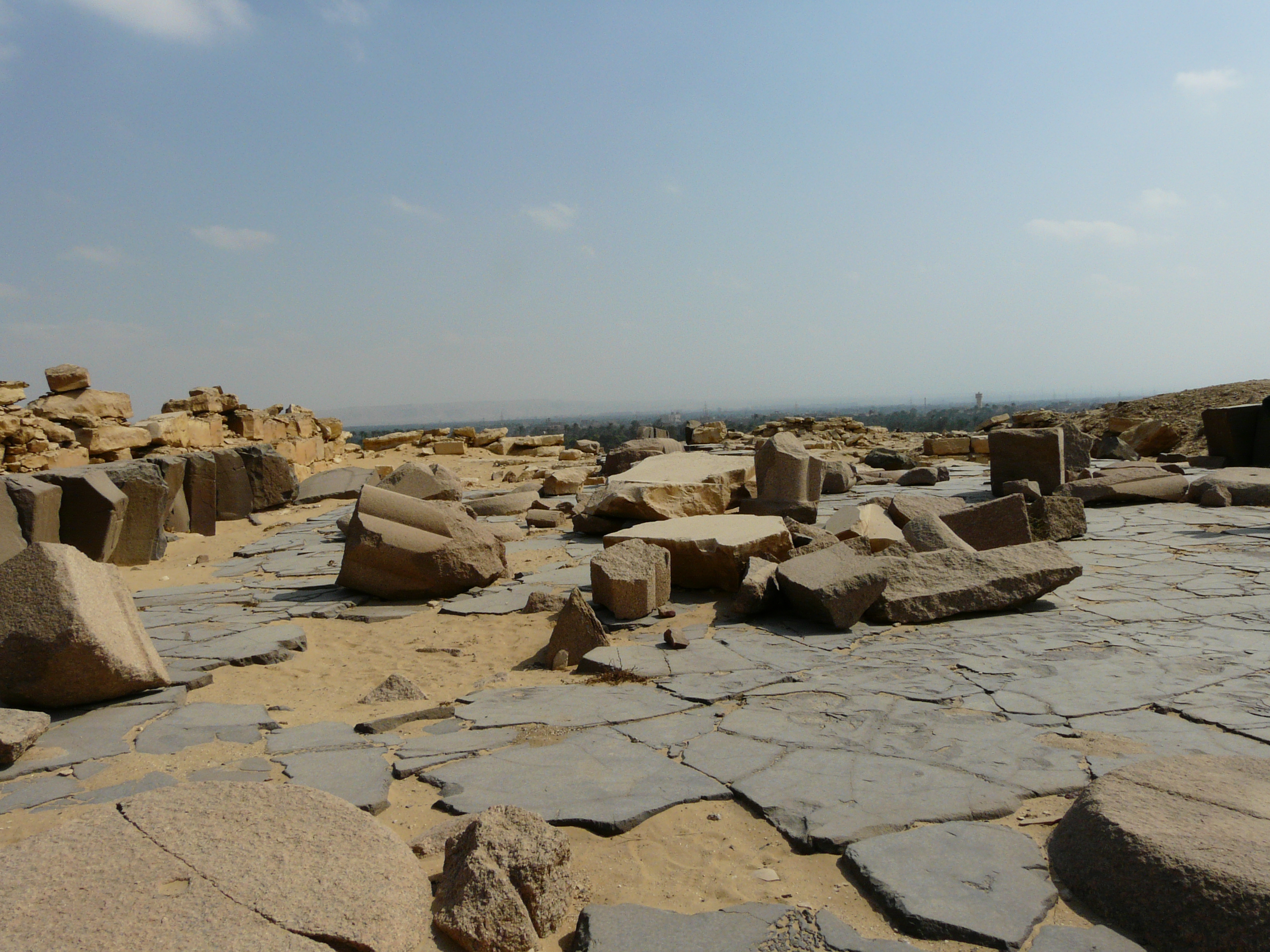
Uitzicht op de tempel
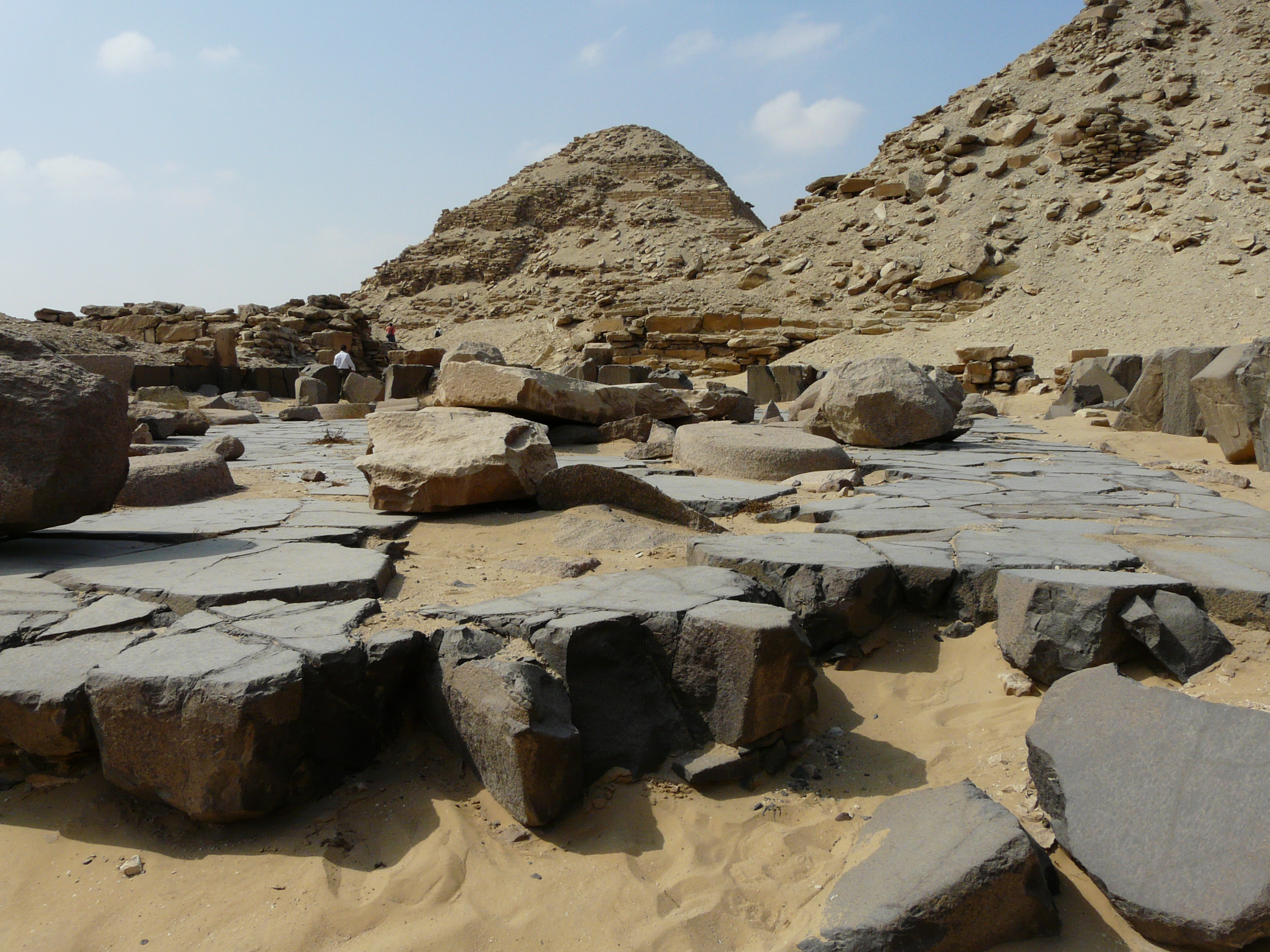
De piramide van Neferirkare met rechts de piramide van Nioeserre